# REV Group Grand Prix op Road America 2021
De REV Group Grand Prix op Road America 2021 was de negende race van de IndyCar Series 2021. De race werd gehouden op zondag 20 juni 2021 in Elkhart Lake, Wisconsin op Road America, een permanente road course van 6,515 km. De race duurde de geplande 55 ronden. Aan het einde van de race profiteerde Álex Palou, rijdend voor Chip Ganassi Racing, van een door een ramp getroffen Josef Newgarden om zijn tweede IndyCar Series-zege en zijn tweede van het seizoen te behalen. Colton Herta, die met Curb-Agajanian voor Andretti Autosport rijdt, en Will Power, die voor Team Penske rijdt, eindigden respectievelijk als tweede en derde.

## Achtergrond
Road America is een motorsportcircuit gelegen bij Elkhart Lake, Wisconsin aan Wisconsin Highway 67. Er worden al sinds de jaren vijftig races gehouden en momenteel vinden er races plaats van de NASCAR Xfinity Series, NTT Indycar Series, NTTWeatherTech SportsCar Championship, SCCA Pirelli World Challenge, ASRA, AMA Superbike Series en SCCA Pro Racing's Trans-Am Series.
Voor de race zouden tal van coureurs worden vervangen. F1-coureur Kevin Magnussen, die zijn IndyCar-debuut zou maken, zou Felix Rosenqvist vervangen, die tijdens de Chevrolet Detroit Grand Prix 2021 geblesseerd raakte na een crash. Oliver Askew zou ook een geblesseerde Rinus VeeKay vervangen, die verwondingen opliep bij een fietsincident. Daarnaast zou NASCAR-coureur Cody Ware zijn IndyCar-debuut maken.

## Inschrijvingen
W = eerdere winnaar
R = rookie
| No.   | Coureur              | Team                                    | Motor     |
| ----- | -------------------- | --------------------------------------- | --------- |
| 2     | Josef Newgarden W    | Team Penske                             | Chevrolet |
| 3     | Scott McLaughlin R   | Team Penske                             | Chevrolet |
| 4     | Dalton Kellett       | A. J. Foyt Enterprises                  | Chevrolet |
| 5     | Patricio O'Ward      | Arrow McLaren SP                        | Chevrolet |
| 7     | Kevin Magnussen R    | Arrow McLaren SP                        | Chevrolet |
| 8     | Marcus Ericsson      | Chip Ganassi Racing                     | Honda     |
| 9     | Scott Dixon W        | Chip Ganassi Racing                     | Honda     |
| 10    | Álex Palou           | Chip Ganassi Racing                     | Honda     |
| 12    | Will Power W         | Team Penske                             | Chevrolet |
| 14    | Sébastien Bourdais W | A. J. Foyt Enterprises                  | Chevrolet |
| 15    | Graham Rahal         | Rahal Letterman Lanigan Racing          | Honda     |
| 18    | Ed Jones             | Dale Coyne Racing with Vasser-Sullivan  | Honda     |
| 20    | Conor Daly           | Ed Carpenter Racing                     | Chevrolet |
| 21    | Oliver Askew         | Ed Carpenter Racing                     | Chevrolet |
| 22    | Simon Pagenaud       | Team Penske                             | Chevrolet |
| 26    | Colton Herta         | Andretti Autosport with Curb-Agajanian  | Honda     |
| 27    | Alexander Rossi W    | Andretti Autosport                      | Honda     |
| 28    | Ryan Hunter-Reay     | Andretti Autosport                      | Honda     |
| 29    | James Hinchcliffe    | Andretti Steinbrenner Autosport         | Honda     |
| 30    | Takuma Sato          | Rahal Letterman Lanigan Racing          | Honda     |
| 48    | Jimmie Johnson R     | Chip Ganassi Racing                     | Honda     |
| 51    | Romain Grosjean R    | Dale Coyne Racing with Rick Ware Racing | Honda     |
| 52    | Cody Ware R          | Dale Coyne Racing with Rick Ware Racing | Honda     |
| 59    | Max Chilton          | Carlin                                  | Chevrolet |
| 60    | Jack Harvey          | Meyer Shank Racing                      | Honda     |
| Bron: |                      |                                         |           |

## Classificatie

### Trainingen

#### Training 1
De eerste training werd gehouden op vrijdag 18 juni om 17:00 EST. De sessie duurde 45 minuten. Romain Grosjean, die rijdt voor Dale Coyne Racing w/ Rick Ware Racing, reed de snelste tijd in de sessie met een tijd van 1:47,6781.
| Pos.  | No. | Coureur           | Team                                    | Motor     | Tijd       |
| ----- | --- | ----------------- | --------------------------------------- | --------- | ---------- |
| 1     | 51  | Romain Grosjean R | Dale Coyne Racing with Rick Ware Racing | Honda     | 01:47.6781 |
| 2     | 26  | Colton Herta      | Andretti Autosport with Curb-Agajanian  | Honda     | 01:45.4730 |
| 3     | 2   | Josef Newgarden W | Team Penske                             | Chevrolet | 01:47.8417 |
| Bron: |     |                   |                                         |           |            |

#### Training 2
De tweede training werd gehouden op zaterdag 19 juni om 11:10 EST. De sessie duurde 45 minuten. Josef Newgarden, rijdend voor Team Penske, zette de snelste tijd in de sessie neer met een tijd van 1:45.3399.
| Pos.  | No. | Coureur           | Team                                   | Motor     | Tijd       |
| ----- | --- | ----------------- | -------------------------------------- | --------- | ---------- |
| 1     | 2   | Josef Newgarden W | Team Penske                            | Chevrolet | 01:45.3399 |
| 2     | 26  | Colton Herta      | Andretti Autosport with Curb-Agajanian | Honda     | 01:45.4730 |
| 3     | 15  | Graham Rahal      | Rahal Letterman Lanigan Racing         | Honda     | 01:45.6515 |
| Bron: |     |                   |                                        |           |            |

#### Training 3
De laatste training werd gehouden op zaterdag 19 juni om 17.30 EST. De sessie duurde 30 minuten. Colton Herta, die met Curb-Agajanian voor Andretti Autosport rijdt, zette de snelste tijd in de sessie neer met een tijd van 1:47.6312.
| Pos.  | No. | Coureur       | Team                                   | Motor | Tijd       |
| ----- | --- | ------------- | -------------------------------------- | ----- | ---------- |
| 1     | 26  | Colton Herta  | Andretti Autosport with Curb-Agajanian | Honda | 01:47.6312 |
| 2     | 9   | Scott Dixon W | Chip Ganassi Racing                    | Honda | 01:47.6457 |
| 3     | 15  | Graham Rahal  | Rahal Letterman Lanigan Racing         | Honda | 01:47.6707 |
| Bron: |     |               |                                        |       |            |

### Kwalificatie
De kwalificatie werd gehouden op zaterdag 19 juni om 14.30 EST. De kwalificatie was een knock-out eliminatie format in drie ronden. In de eerste ronde wordt het veld in twee groepen verdeeld op basis van de oneven en even posities van de coureurs in de laatste pre-kwalificatie training. De snelste coureur in die sessie beslist in welke groep de oneven coureurs zitten en de even coureurs in de andere groep. De snelste zes coureurs uit elke groep gaan door naar ronde 2. Vervolgens gaan de snelste zes coureurs uit ronde 2 door naar de derde ronde, ook wel bekend als de Firestone Fast Six. De snelste rijder in ronde 3 zou de pole winnen.
Josef Newgarden, rijdend voor Team Penske, won de pole nadat hij uit beide voorrondes was gekomen en in ronde 3 de snelste ronde neerzette met een tijd van 1:46.0186 in de derde ronde.
| Pos.  | No. | Coureur              | Team                                    | Motor     | Tijd       | Tijd       | Tijd       | Tijd       | Grid |
| Pos.  | No. | Coureur              | Team                                    | Motor     | Ronde 1    | Ronde 1    | Ronde 2    | Ronde 3    | Grid |
| Pos.  | No. | Coureur              | Team                                    | Motor     | Groep 1    | Groep 2    | Ronde 2    | Ronde 3    | Grid |
| ----- | --- | -------------------- | --------------------------------------- | --------- | ---------- | ---------- | ---------- | ---------- | ---- |
| 1     | 2   | Josef Newgarden W    | Team Penske                             | Chevrolet | N/A        | 01:45.6078 | 01:45.6818 | 01:46.0186 | 1    |
| 2     | 26  | Colton Herta         | Andretti Autosport with Curb-Agajanian  | Honda     | 01:45.7504 | N/A        | 01:45.5231 | 01:46.2616 | 2    |
| 3     | 60  | Jack Harvey          | Meyer Shank Racing                      | Honda     | N/A        | 01:46.0061 | 01:45.3612 | 01:46.7206 | 3    |
| 4     | 12  | Will Power W         | Team Penske                             | Chevrolet | N/A        | 01:45.6716 | 01:45.8570 | 01:46.8237 | 4    |
| 5     | 10  | Álex Palou           | Chip Ganassi Racing                     | Honda     | 01:45.8821 | N/A        | 01:45.8363 | 01:46.8633 | 5    |
| 6     | 22  | Simon Pagenaud       | Team Penske                             | Chevrolet | 01:46:1281 | N/A        | 01:45.7996 | 01:47.1274 | 6    |
| 7     | 51  | Romain Grosjean R    | Dale Coyne Racing with Rick Ware Racing | Honda     | 01:46.1329 | N/A        | 01:45.9015 | N/A        | 7    |
| 8     | 28  | Ryan Hunter-Reay     | Andretti Autosport                      | Honda     | 01:46:3086 | N/A        | 01:45.9514 | N/A        | 8    |
| 9     | 27  | Alexander Rossi W    | Andretti Autosport                      | Honda     | N/A        | 01:45.6286 | 01:46.1037 | N/A        | 9    |
| 10    | 5   | Patricio O'Ward      | Arrow McLaren SP                        | Chevrolet | N/A        | 01:45.7681 | 01:46.1069 | N/A        | 10   |
| 11    | 14  | Sébastien Bourdais W | A. J. Foyt Enterprises                  | Chevrolet | 01:46.1085 | N/A        | 01:46.2225 | N/A        | 11   |
| 12    | 18  | Ed Jones             | Dale Coyne Racing with Vasser-Sullivan  | Honda     | N/A        | 01:45:7968 | 01:46.2270 | N/A        | 12   |
| 13    | 9   | Scott Dixon W        | Chip Ganassi Racing                     | Honda     | 01:46.3427 | N/A        | N/A        | N/A        | 13   |
| 14    | 15  | Graham Rahal         | Rahal Letterman Lanigan Racing          | Honda     | N/A        | 01:46.2779 | N/A        | N/A        | 14   |
| 15    | 20  | Conor Daly           | Ed Carpenter Racing                     | Chevrolet | 01:46.3976 | N/A        | N/A        | N/A        | 15   |
| 16    | 21  | Oliver Askew         | Ed Carpenter Racing                     | Chevrolet | N/A        | 01:46.2902 | N/A        | N/A        | 16   |
| 17    | 3   | Scott McLaughlin R   | Team Penske                             | Chevrolet | 01:46.8624 | N/A        | N/A        | N/A        | 17   |
| 18    | 8   | Marcus Ericsson      | Chip Ganassi Racing                     | Honda     | N/A        | 01:46.4069 | N/A        | N/A        | 18   |
| 19    | 29  | James Hinchcliffe    | Andretti Steinbrenner Autosport         | Honda     | 01:47.0294 | N/A        | N/A        | N/A        | 19   |
| 20    | 30  | Takuma Sato          | Rahal Letterman Lanigan Racing          | Honda     | N/A        | 01:46.5130 | N/A        | N/A        | 20   |
| 21    | 7   | Kevin Magnussen R    | Arrow McLaren SP                        | Chevrolet | 01:47.3776 | N/A        | N/A        | N/A        | 21   |
| 22    | 59  | Max Chilton          | Carlin                                  | Chevrolet | N/A        | 01:46.5551 | N/A        | N/A        | 22   |
| 23    | 48  | Jimmie Johnson R     | Chip Ganassi Racing                     | Honda     | 01:47.7886 | N/A        | N/A        | N/A        | 23   |
| 24    | 4   | Dalton Kellett       | A. J. Foyt Enterprises                  | Chevrolet | N/A        | 01:46.9786 | N/A        | N/A        | 24   |
| 25    | 52  | Cody Ware R          | Dale Coyne Racing with Rick Ware Racing | Honda     | N/A        | 01:47.7324 | N/A        | N/A        | 25   |
| Bron: |     |                      |                                         |           |            |            |            |            |      |

- Vetgedrukte tekst geeft de snelste tijd in de sessie aan.

### Race
| Pos.                                                                    | No. | Coureur              | Team                                    | Motor     | Rondes | Tijd         | Pit stops | Grid | Geleide ronden | Pts. |
| ----------------------------------------------------------------------- | --- | -------------------- | --------------------------------------- | --------- | ------ | ------------ | --------- | ---- | -------------- | ---- |
| 1                                                                       | 10  | Álex Palou           | Chip Ganassi Racing                     | Honda     | 55     | 1:50:55.0534 | 3         | 5    | 5              | 51   |
| 2                                                                       | 26  | Colton Herta         | Andretti Autosport with Curb-Agajanian  | Honda     | 55     | +1.8926      | 3         | 2    |                | 40   |
| 3                                                                       | 12  | Will Power W         | Team Penske                             | Chevrolet | 55     | +2.9853      | 3         | 4    |                | 35   |
| 4                                                                       | 9   | Scott Dixon W        | Chip Ganassi Racing                     | Honda     | 55     | +3.9048      | 3         | 13   | 1              | 33   |
| 5                                                                       | 51  | Romain Grosjean R    | Dale Coyne Racing with Rick Ware Racing | Honda     | 55     | +4.7136      | 3         | 7    |                | 30   |
| 6                                                                       | 8   | Marcus Ericsson      | Chip Ganassi Racing                     | Honda     | 55     | +5.1806      | 3         | 18   |                | 28   |
| 7                                                                       | 27  | Alexander Rossi W    | Andretti Autosport                      | Honda     | 55     | +7.7219      | 3         | 9    |                | 26   |
| 8                                                                       | 30  | Takuma Sato          | Rahal Letterman Lanigan Racing          | Honda     | 55     | +7.9145      | 4         | 20   | 2              | 25   |
| 9                                                                       | 5   | Patricio O'Ward      | Arrow McLaren SP                        | Chevrolet | 55     | +9.0243      | 3         | 10   |                | 22   |
| 10                                                                      | 59  | Max Chilton          | Carlin                                  | Chevrolet | 55     | +9.3733      | 4         | 22   | 7              | 21   |
| 11                                                                      | 15  | Graham Rahal         | Rahal Letterman Lanigan Racing          | Honda     | 55     | +9.8027      | 3         | 14   |                | 19   |
| 12                                                                      | 21  | Oliver Askew         | Ed Carpenter Racing                     | Chevrolet | 55     | +11.3019     | 4         | 16   | 2              | 19   |
| 13                                                                      | 28  | Ryan Hunter-Reay     | Andretti Autosport                      | Honda     | 55     | +11.9378     | 3         | 8    |                | 17   |
| 14                                                                      | 3   | Scott McLaughlin R   | Team Penske                             | Chevrolet | 55     | +12.1930     | 3         | 17   |                | 16   |
| 15                                                                      | 29  | James Hinchcliffe    | Andretti Steinbrenner Autosport         | Honda     | 55     | +13.9479     | 3         | 19   |                | 15   |
| 16                                                                      | 14  | Sébastien Bourdais W | A. J. Foyt Enterprises                  | Chevrolet | 55     | +14.1169     | 4         | 11   |                | 14   |
| 17                                                                      | 60  | Jack Harvey          | Meyer Shank Racing                      | Honda     | 55     | +15.5945     | 3         | 3    |                | 13   |
| 18                                                                      | 22  | Simon Pagenaud       | Team Penske                             | Chevrolet | 55     | +16.4614     | 4         | 6    |                | 12   |
| 19                                                                      | 52  | Cody Ware R          | Dale Coyne Racing with Rick Ware Racing | Honda     | 55     | +16.9933     | 3         | 25   |                | 11   |
| 20                                                                      | 20  | Conor Daly           | Ed Carpenter Racing                     | Chevrolet | 55     | +17.5558     | 3         | 15   |                | 10   |
| 21                                                                      | 2   | Josef Newgarden W    | Team Penske                             | Chevrolet | 55     | +1:30.7894   | 3         | 1    | 32             | 13   |
| 22                                                                      | 48  | Jimmie Johnson R     | Chip Ganassi Racing                     | Honda     | 54     | +1 ronde     | 4         | 23   |                | 8    |
| 23                                                                      | 18  | Ed Jones             | Dale Coyne Racing with Vasser-Sullivan  | Honda     | 23     | Gespind      | 3         | 12   |                | 7    |
| 24                                                                      | 7   | Kevin Magnussen R    | Arrow McLaren SP                        | Chevrolet | 33     | Gespind      | 3         | 21   | 6              | 7    |
| 25                                                                      | 4   | Dalton Kellett       | A. J. Foyt Enterprises                  | Chevrolet | 19     | Mechanisch   | 2         | 24   |                | 5    |
| Snelste ronde: Álex Palou (Chip Ganassi Racing) – 01:48.5653 (ronde 43) |     |                      |                                         |           |        |              |           |      |                |      |
| Bron:                                                                   |     |                      |                                         |           |        |              |           |      |                |      |

## Tussenstanden kampioenschap
| Pos. | Coureur         | Punten |
| ---- | --------------- | ------ |
| 1.   | Álex Palou      | 349    |
| 2.   | Patricio O'Ward | 321    |
| 3.   | Scott Dixon     | 296    |
| 4.   | Josef Newgarden | 261    |
| 5.   | Simon Pagenaud  | 255    |

| Pos. | Team      | Punten |
| 1.   | Honda     | 738    |
| 2.   | Chevrolet | 710    |